# Tokuhime
Tokuhime (徳姫) of Dame Toku (11 november 1559 - 16 februari 1636) was een prinses (hime) tijdens de Japanse Sengokuperiode en Edoperiode. Ze was een dochter van de Japanse daimyo Oda Nobunaga.
Er is tegenwoordig maar weinig informatie beschikbaar over prinses Toku. Wel is bekend dat ze op vijfjarige leeftijd werd uitgehuwelijkt aan de vijfjarige zoon van Tokugawa Ieyasu, Nobuyasu, in 1563. Het huwelijk had een politieke motivatie en werd gebruikt om een alliantie tussen Tokugawa Ieyasu en Oda Nobunaga te versterken.